# 西田司
西田 司（にしだ まもる、1928年〈昭和3年〉5月13日 - 2014年〈平成26年〉5月9日）は、日本の政治家。位階は正三位、勲章は勲一等旭日大綬章。大洲市名誉市民。
自治大臣（第51・55代）、国家公安委員会委員長（第61・65代）、国土庁長官（第21代）、衆議院議員（8期）、愛媛県喜多郡長浜町長（3期）等を歴任した。

## 来歴
愛媛県喜多郡長浜町（現・大洲市）生まれ。愛媛県立松山農業学校（現愛媛大学農学部）卒業後、長浜町議会議員に当選。町議会議長を経て、1963年に県内最年少で町長に選出され、3期12年務める。
1976年、第34回衆議院議員総選挙に高橋英吉の地盤を継承し、旧愛媛3区（定数3）から無所属で出馬。得票数2位で初当選した（当選同期に愛知和男・鳩山邦夫・中村喜四郎・中島衛・池田行彦・堀内光雄・相澤英之・津島雄二・鹿野道彦・塚原俊平・中西啓介・与謝野馨・渡辺秀央・中川秀直・甘利正らがいる）。当選後、自由民主党に入党し、木曜クラブに入会。1980年の第36回衆議院議員総選挙では次点で落選するも、1983年の第37回衆議院議員総選挙ではトップ当選で返り咲いた。
1990年、第2次海部改造内閣で国土庁長官に任命され、初入閣した。同年に発生した雲仙普賢岳の噴火災害では3度現地入りし、伊勢湾台風災害での当時の村上勇建設相以来、32年ぶりに衆参両院で災害報告演説を行う（国土庁長官による災害報告演説は史上初）。1992年の経世会分裂に際しては、小渕恵三を支持した。1996年の第41回衆議院議員総選挙では、小選挙区比例代表並立制の導入に伴い、比例四国ブロック単独で立候補し、7選。
1998年、経世会時代からの盟友・野中広務が内閣官房長官を務める小渕内閣で自治大臣及び国家公安委員会委員長に任命されるが、翌年1月、自由党の政権参加（自自連立政権）に伴い、自由党幹事長の野田毅に大臣ポストを譲り、退任した。1999年の愛媛県知事選挙では、元文部官僚の加戸守行の擁立を主導し、加戸は4選を目指した現職の伊賀貞雪知事を破り、初当選する。加戸県政の下では、高速道路の南予延伸に取り組んだ。
2000年、第2次森内閣で再び自治大臣・国家公安委員会委員長に任命される。2002年、勲一等旭日大綬章を受章。2003年のイラク復興支援特別措置法の採決では、記名投票を求めるも当時の小泉純一郎首相に却下された野中、古賀誠らに同調し、投票を棄権して退席した。同年、衆議院比例代表の73歳定年制に従い第43回衆議院議員総選挙に出馬せず、政界を引退した。2005年に県功労賞受賞、2008年には大洲市から名誉市民の称号を授与された。
2014年5月9日、肺炎のため85歳で死去。7月12日、大洲市主催による「大洲市名誉市民 故西田司氏　大洲市葬」が大洲市民会館で執り行われた。

## 親族
- 父・西田唯次 - 元愛媛県議会議長。
- 長男・西田洋一 - 愛媛県議会議員。元長浜町長（平成の市町村合併により失職）。
- 次男・西田弘二 - 株式会社西田興産社長。生前、西田は同社の大株主だった。